# Schacholympiade 1992

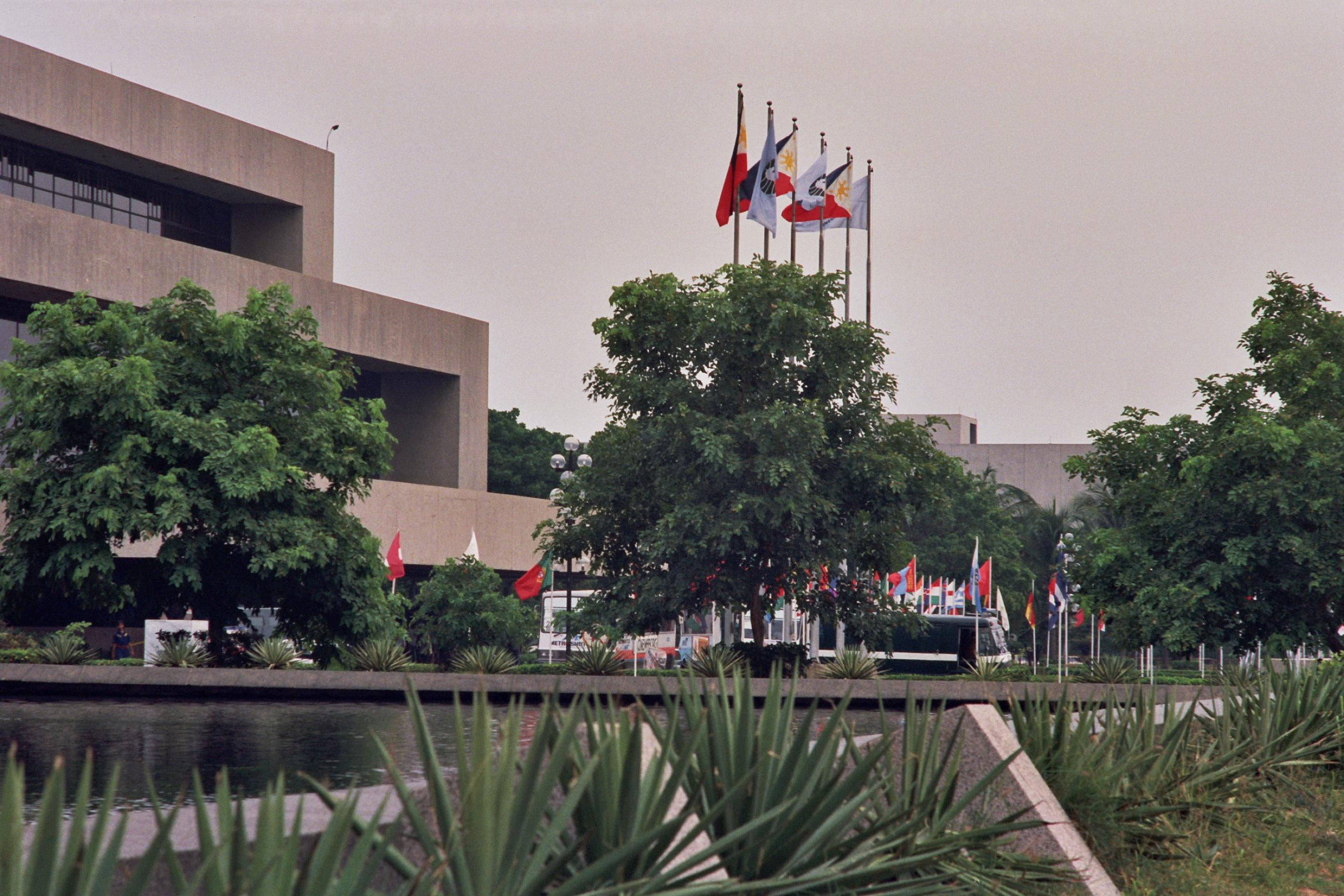
Sporthalle in Manila Schacholympiade 1992

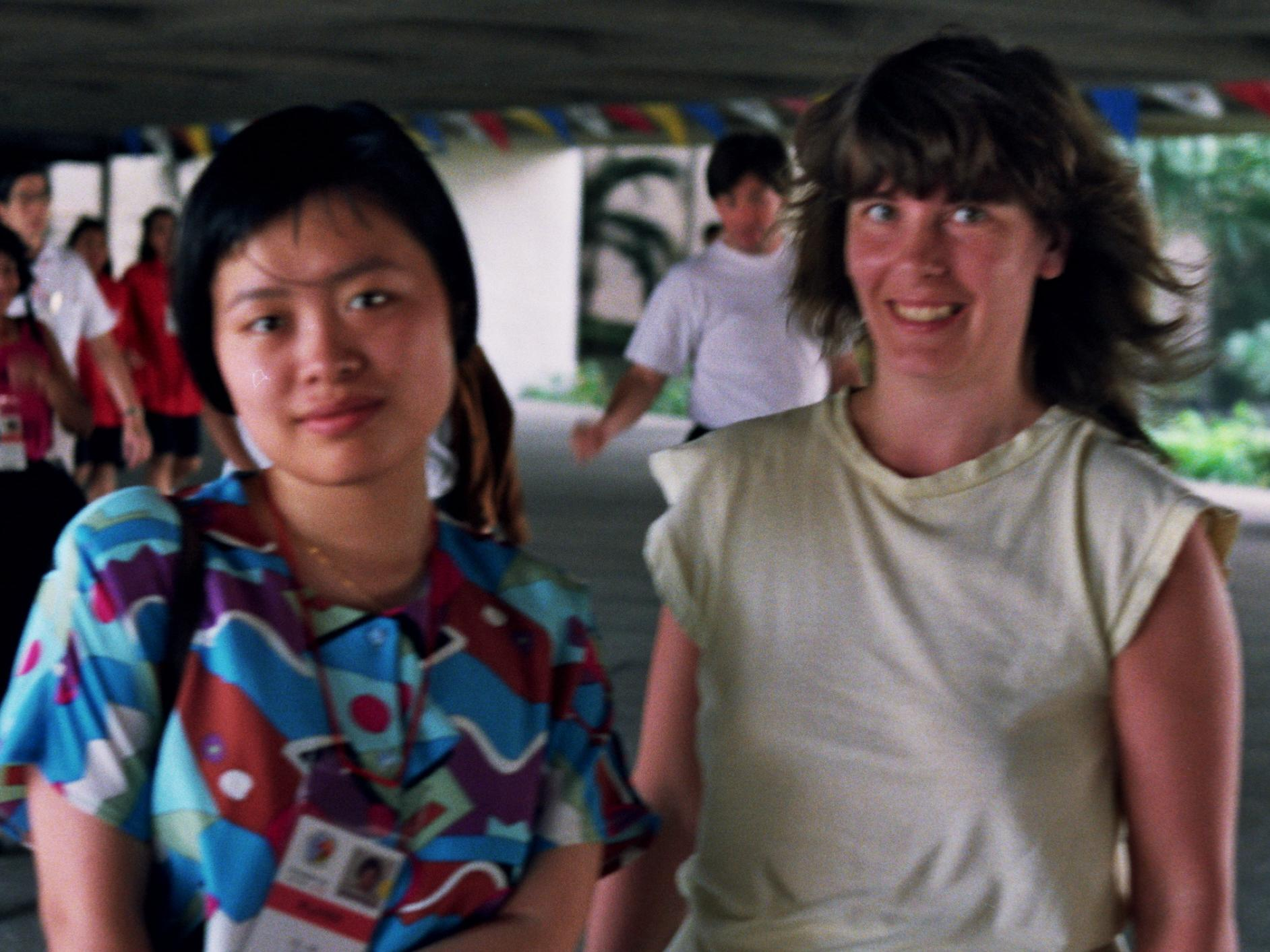
Weltmeisterin Xie Jun und Barbara Hund, 1992

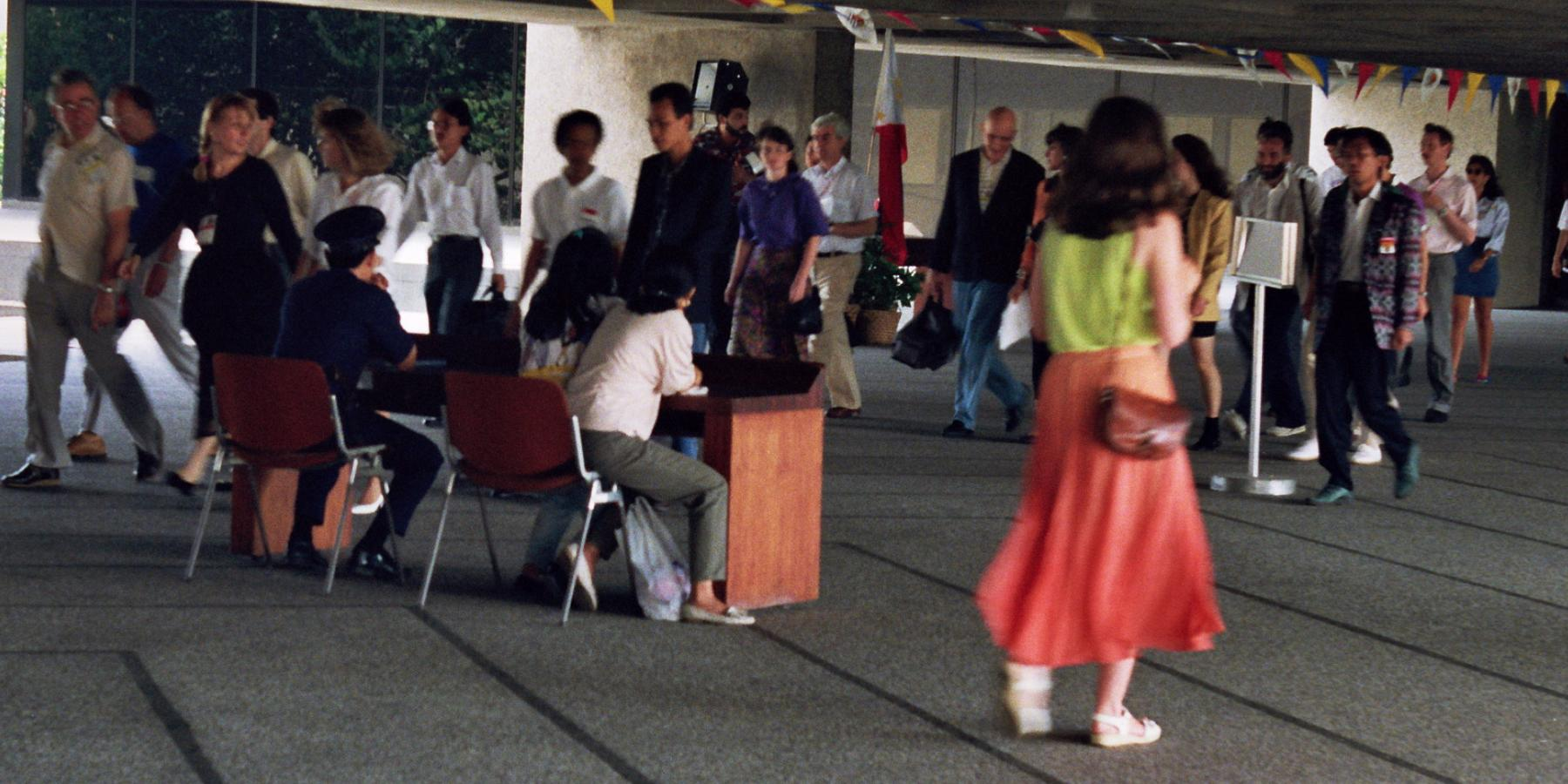
Auf dem Weg zum Turniersaal in Manila, Schacholympiade 1992

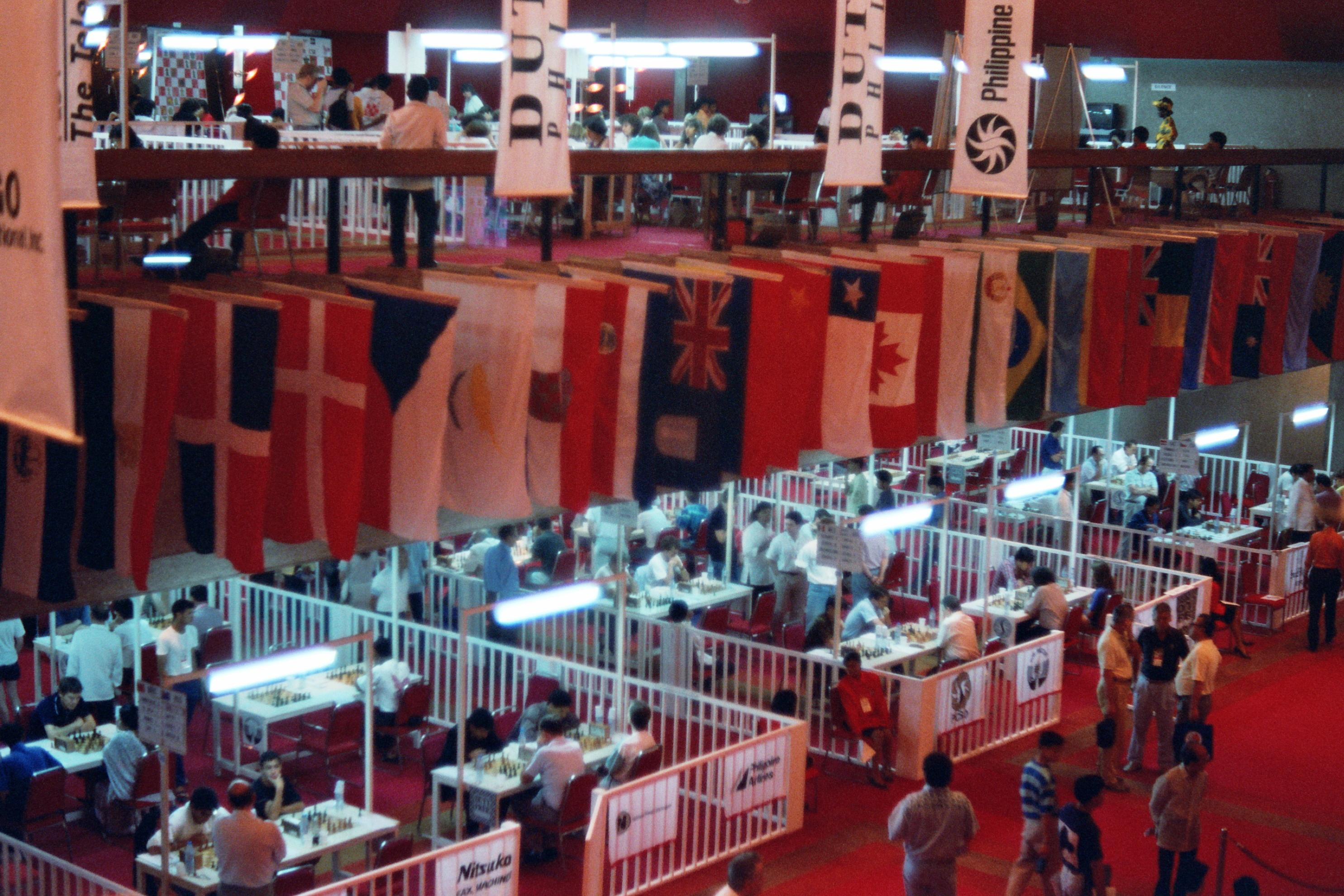
Sporthalle mit Käfigen auf zwei Etagen, Schacholympiade 1992

Die 30. Schacholympiade fand vom 7. bis 25. Juni 1992 in Manila auf den Philippinen statt. Sie wurde von der FIDE organisiert und bestand aus einem offenen Teamwettbewerb und einem speziell für Frauen. Zusätzlich fanden noch diverse Attraktionen statt, um Schach bekannt zu machen.

## Hintergrund
Gespielt wurde im Philippine International Convention Center. Es nahmen 102 Mannschaften mit insgesamt 617 Spielern teil, darunter 117 Großmeister, 146 Internationale Meister und 38 FIDE-Meister.
Jede Mannschaft spielte an 4 Brettern im Schweizer System, sodass möglichst punktgleiche Mannschaften gegeneinander antraten. Zeitkontrollen waren nach 2 Stunden für die ersten 40 Züge, dann eine Stunde für 20 weitere Züge.
Bei dieser Olympiade traten erstmals 12 verschiedene Mannschaften aus den Nachfolgestaaten der Sowjetunion an. Die Auflösung des bisherigen jugoslawischen Staates führte zum erstmaligen selbständigen Antreten von Mannschaften aus Slowenien, Kroatien und Bosnien-Herzegowina. Außerdem kehrte Südafrika nach der 1974 erfolgten Suspendierung in den Kreis der Teilnehmer zurück. Die Veranstaltung war der internationale Durchbruch für den späteren Schachweltmeister Wladimir Kramnik. Er trug damals nur den Titel eines FIDE-Meisters, war aber auf Empfehlung von Garri Kasparow ins russische Team berufen worden und erzielte am ersten Reservebrett ein sensationelles Ergebnis von 8½ Punkten aus 9 Partien, was einer Elo-Performance von 2958 entsprach.

## Ergebnisse des offenen Turniers

### Mannschaften

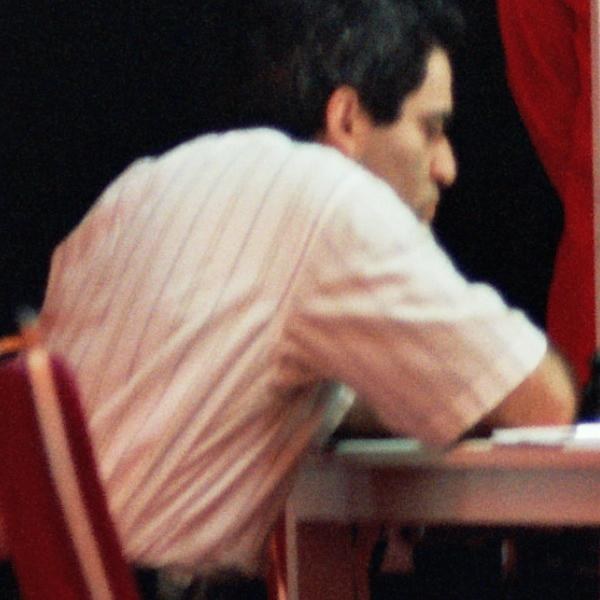
Garri Kasparow bei der Schacholympiade 1992 in Manila: zweimal Gold – einmal Silber

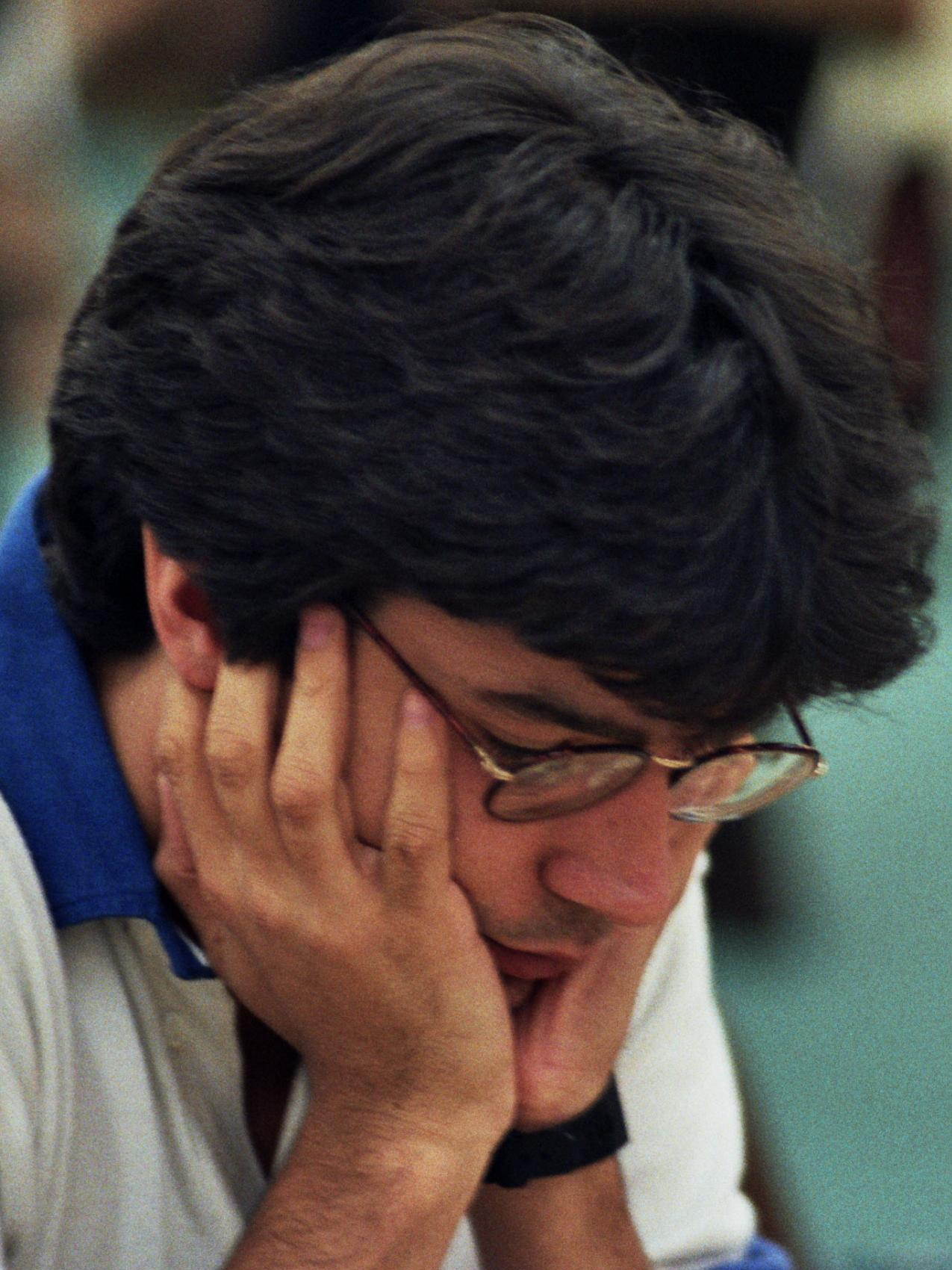
Jaime Sunye Neto, Goldmedaille 1992 an Brett 2, Aufnahme 1984

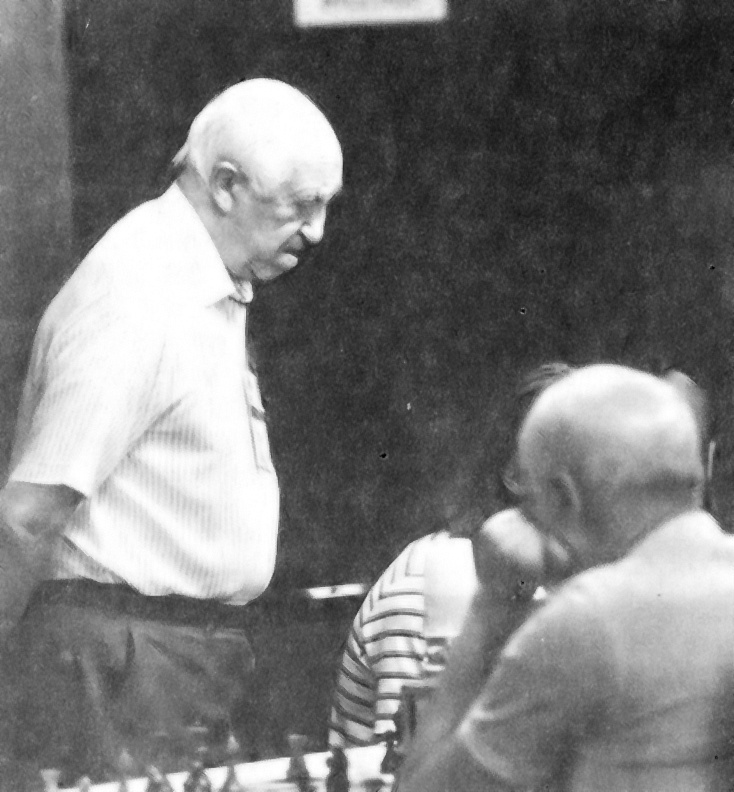
Miguel Najdorf als Zuschauer auf der Schacholympiade 1992.

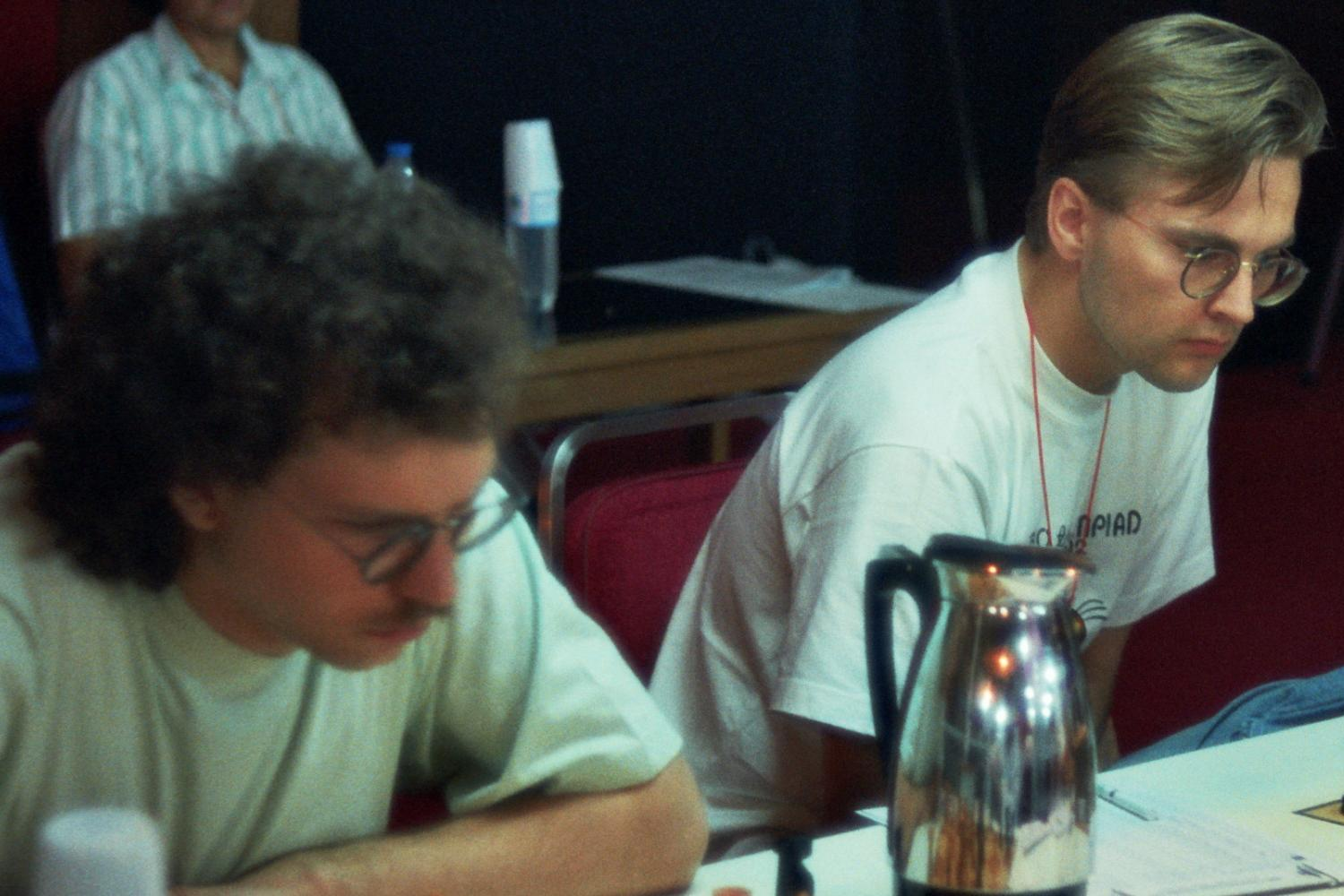
Christopher Lutz und Matthias Wahls, Schacholympiade 1992

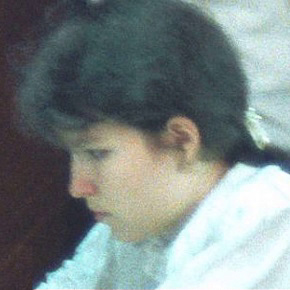
Alissa Galljamowa-Iwantschuk (Ukraine) Schacholympiade 1992 dreimal Silbermedaille

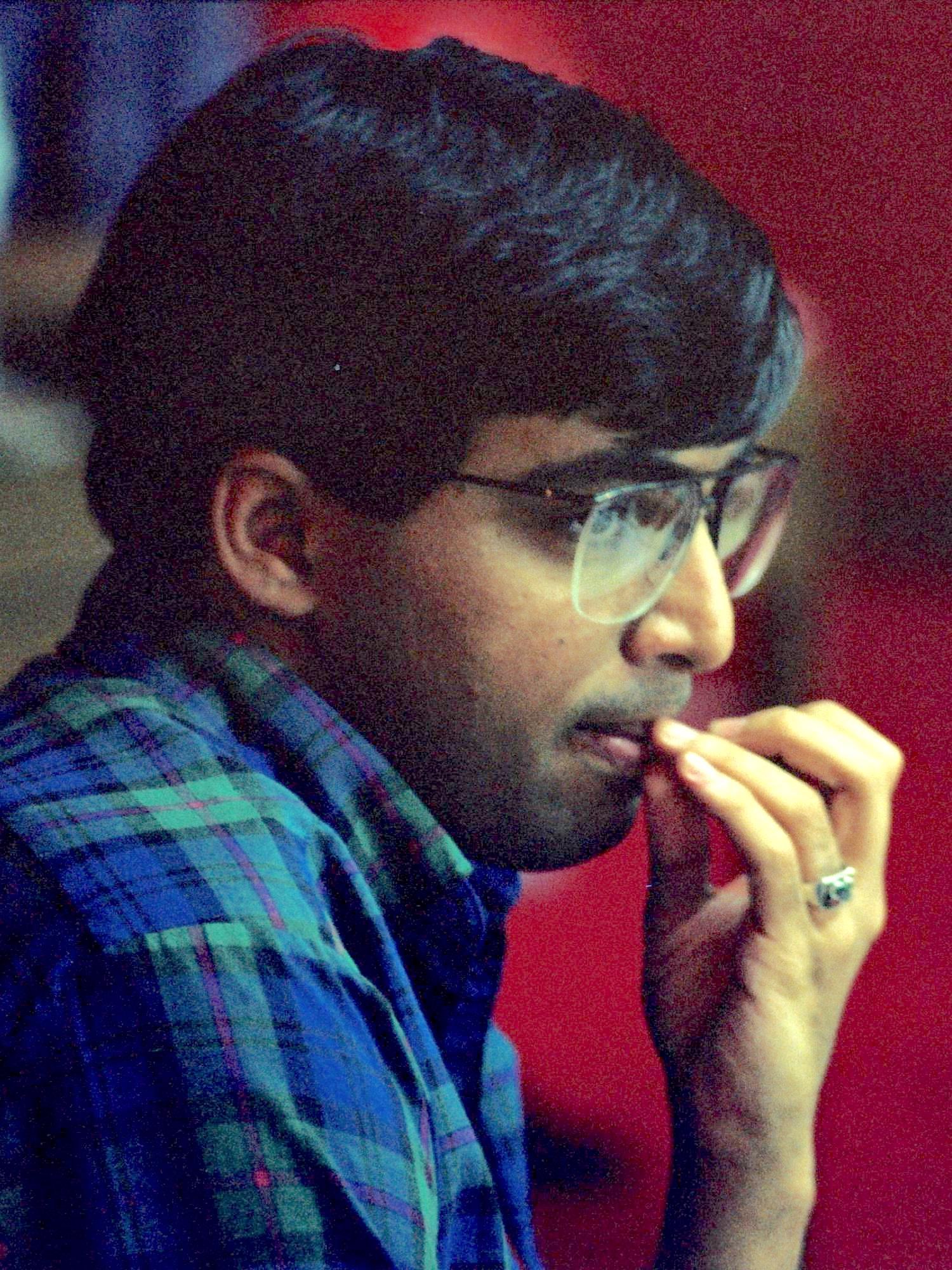
Viswanathan Anand bei der Schacholympiade 1992 als Mannschaftsführer für Indien

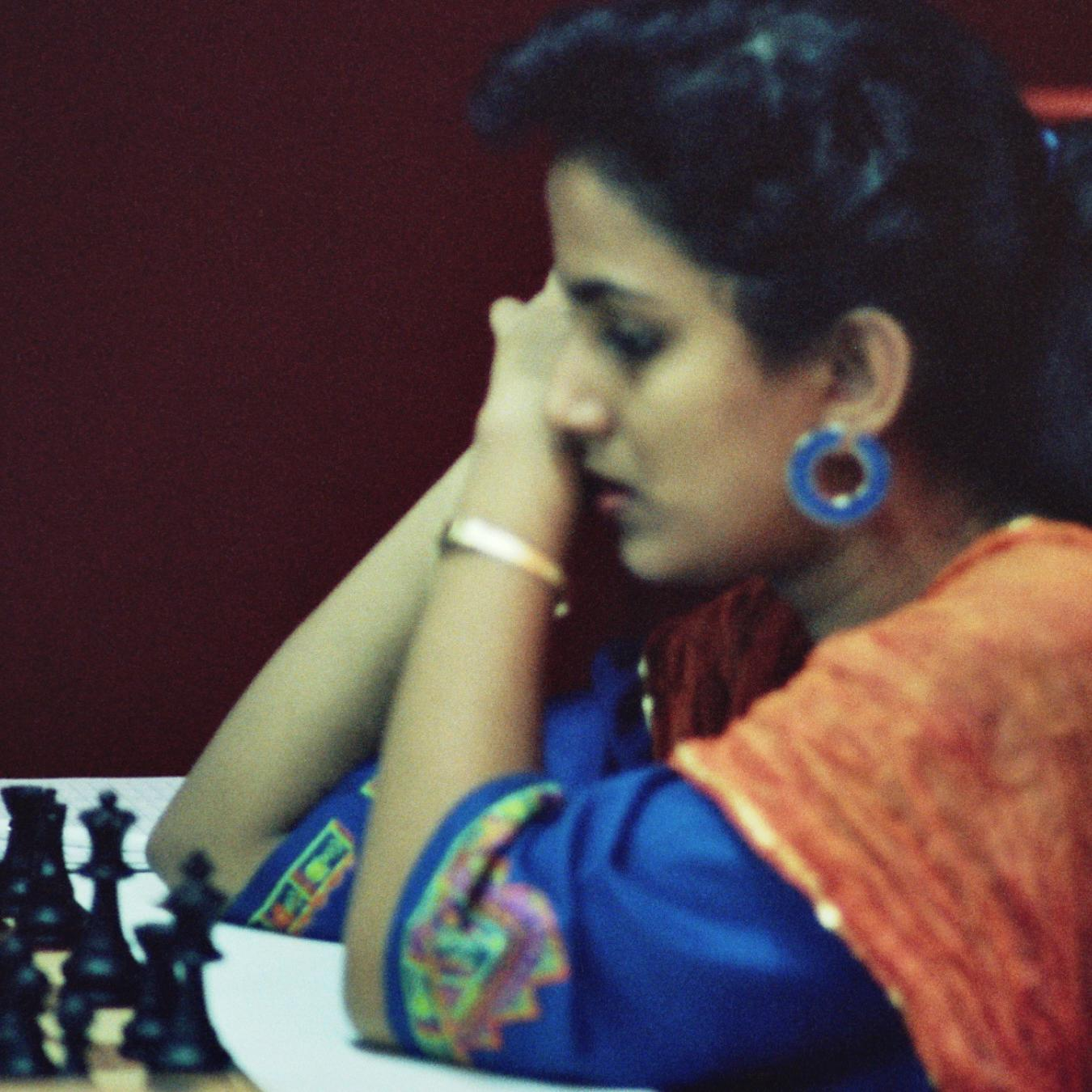
Reddy Saritha (Indien, Brett 2), Schacholympiade 1992

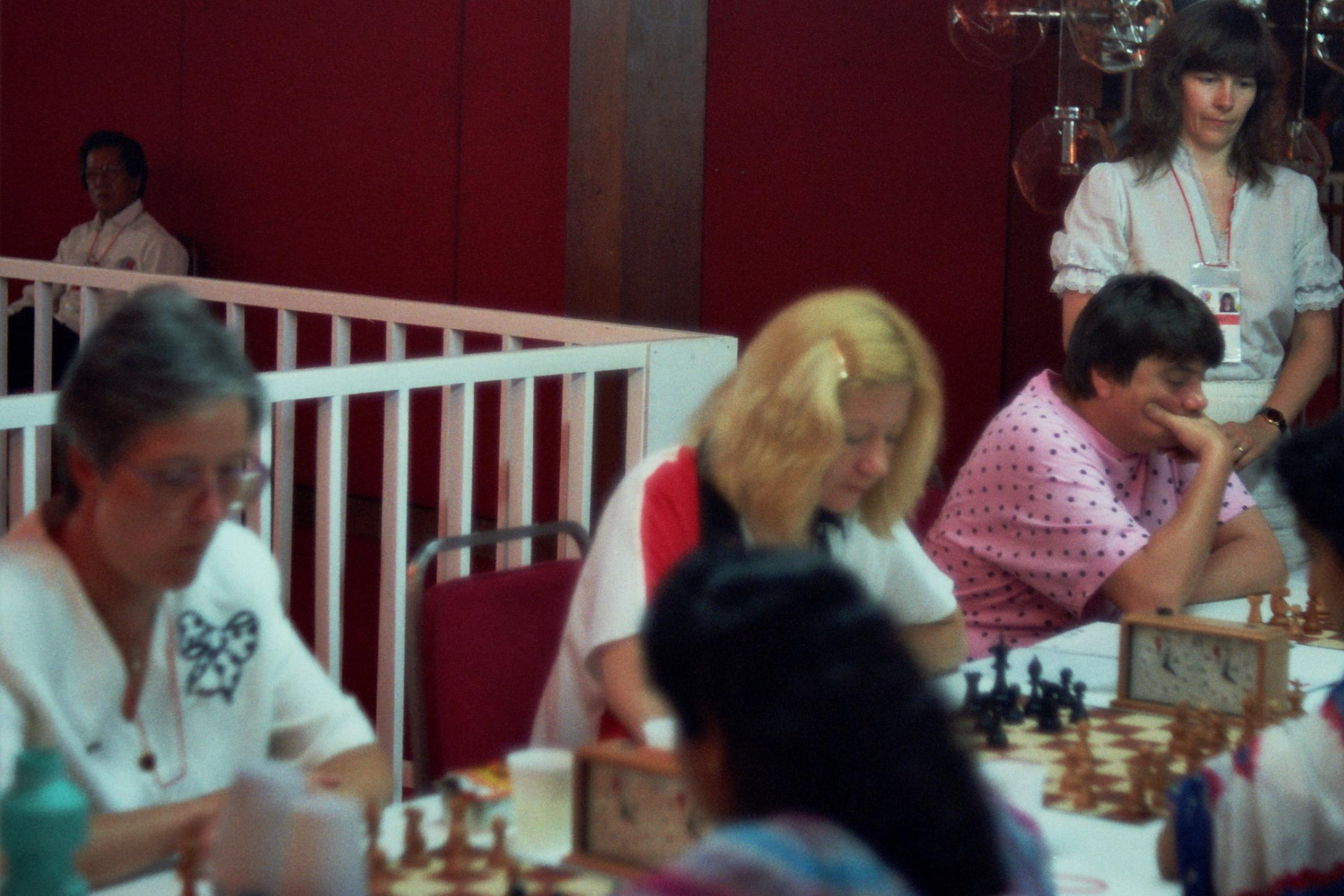
Die Schweizer Damen (Corinne Schneider, Claude Baumann, Tatjana Lematschko und Barbara Hund), Schacholympiade 1992

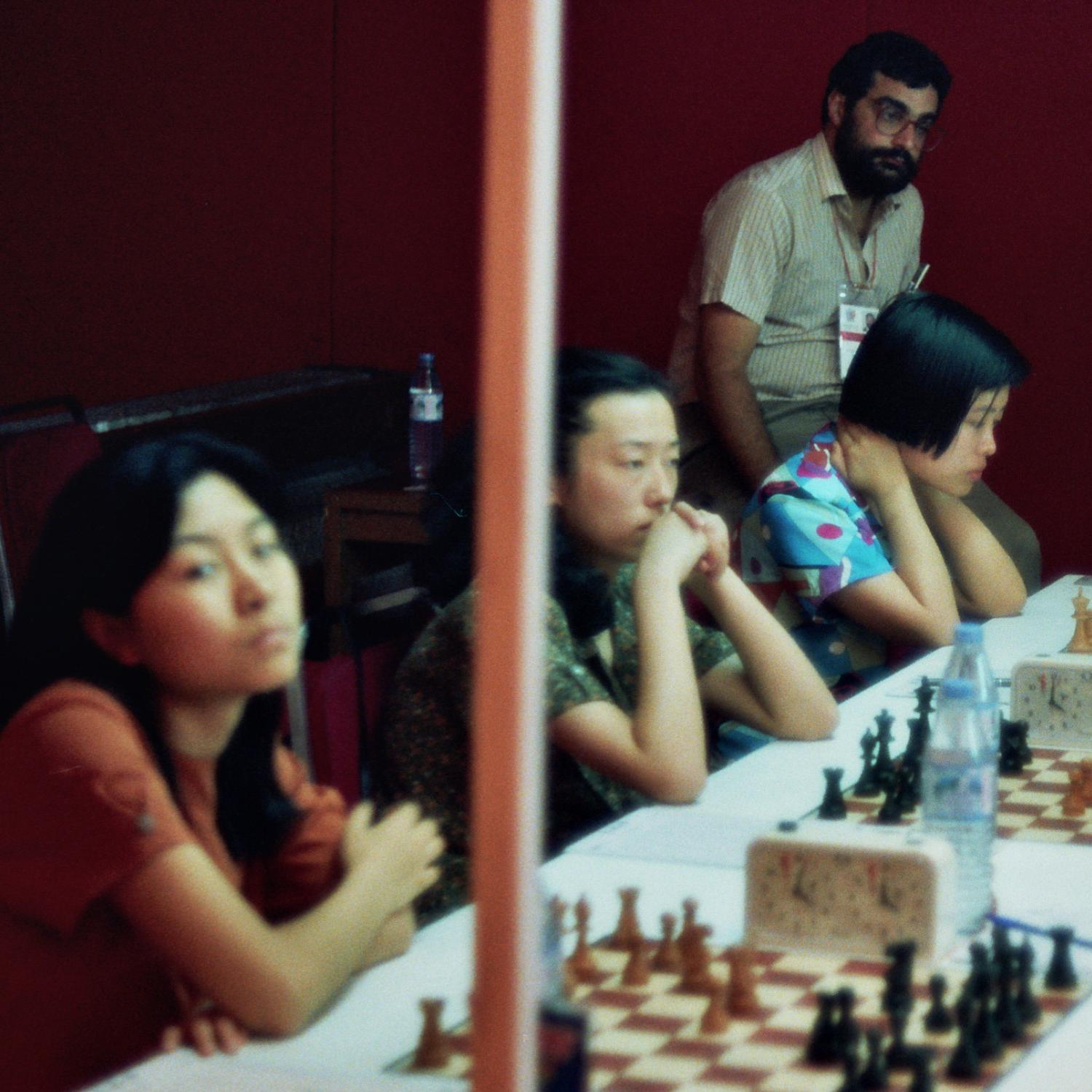
Qin Kanying, Wang Pin, Xie Jun, Schacholympiade 1992

| Platz     | Mannschaft         | Gesamtpunktzahl |
| --------- | ------------------ | --------------- |
| Gold      | Russland           | 39              |
| Silber    | Usbekistan         | 35              |
| Bronze    | Armenien           | 34,5            |
| 4. Platz  | Vereinigte Staaten | 34              |
| 5. Platz  | Lettland           | 33,5            |
| 6. Platz  | Island             | 33,5            |
|           |                    |                 |
| 13. Platz | Deutschland        | 32,5            |
|           |                    |                 |
| 15. Platz | Schweiz            | 32,5            |
|           |                    |                 |
| 47. Platz | Österreich         | 29              |
|           |                    |                 |
| 50. Platz | Belgien            | 28,5            |
|           |                    |                 |
| 71. Platz | Luxemburg          | 26              |
|           |                    |                 |
| 90. Platz | Liechtenstein      | 23,5            |

### Medaillen
Im offenen Turnier wurden folgende Medaillen vergeben.
Bestes Rating
Gold: Wladimir Kramnik
Silber: Garri Kasparov
Bronze: Joël Lautier
Brett 1
Gold: Garri Kasparow
Silber: Yang Xian
Bronze: Alaa-Eddine Moussa
Brett 2
Gold: Jaime Sunye Neto
Silber: Stuart Fancy
Bronze: António Fernandes
Brett 3
Gold: Alexander Nenashev
Silber: Smbat Lputjan
Bronze: Juan Reyes
Brett 4
Gold: Gustavo Zelaya
Silber: Sergei Sagrebelny
Bronze: Leon Gostiša
Reservebrett 1
Gold: Wladimir Kramnik
Silber: Eric Gloria
Bronze: Hannes Stefánsson
Reservebrett 2
Gold: Ognjen Cvitan
Silber: Julian Hodgson
Bronze: Bazar Hatanbaatar

### Deutsches Team
Für Deutschland spielten Robert Hübner (3,5 Punkte aus 8 Partien), Eric Lobron (7,5 aus 12), Gerald Hertneck (7 aus 12), Vlastimil Hort (7 aus 10), Matthias Wahls (3,5 aus 6) und Christopher Lutz (4 aus 8).

## Ergebnisse des Damenturniers

### Mannschaften
| Platz     | Mannschaft          | Gesamtpunktzahl |
| --------- | ------------------- | --------------- |
| Gold      | Georgien            | 30,5            |
| Silber    | Ukraine             | 29              |
| Bronze    | Volksrepublik China | 28,5            |
| 4. Platz  | Ungarn              | 26,5            |
| 5. Platz  | Russland            | 26              |
| 6. Platz  | Rumänien            | 25              |
|           |                     |                 |
| 19. Platz | Schweiz             | 32,5            |
|           |                     |                 |
| 36. Platz | Deutschland         | 21              |
|           |                     |                 |
| 38. Platz | Österreich          | 21              |

### Medaillen
Bei den Damen wurden folgende Medaillen vergeben.
Bestes Rating
Gold: Maia Tschiburdanidse
Silber: Alissa Galljamowa-Iwantschuk
Bronze: Nana Iosseliani
Brett 1
Gold: Maia Tschiburdanidse
Silber: Alissa Galljamowa-Iwantschuk
Bronze: Xie Jun
Brett 2
Gold: Swetlana Prudnikowa
Silber: Lindri Juni Wijayanti
Bronze: Borislava Borisova
Brett 3
Gold: Nana Iosseliani
Silber: Zsuzsa Verőci-Petronic
Bronze: Regina Ribeiro
Reservebrett
Gold: Sunneetha Wijesuriya
Silber: Rokshana Gulshan
Bronze: Qin Kanying

### Schweizer Team
Für die Schweiz spielten: Tatjana Lematschko (9½ Punkt aus 13 Partien), Barbara Hund (7 aus 13), Claude Baumann (4 aus 11) und Corinne Schneider (2 aus 5).

## Bilder und Weblinks
- 30th Chess Olympiad: Manila 1992 OlimpBase (englisch)
- 30th Chess Olympiad: Manila 1992 Women Olimpbase
- Alle Partien des offenen Turniers und alle Partien des Frauenturniers bei chessgames.com